# 延岡市立川島小学校
延岡市立川島小学校（のべおかしりつ かわしましょうがっこう）は、宮崎県延岡市川島町にある公立の小学校。

## 概要
歴史
1874年（明治7年）に創立。現校名となったのは1947年（昭和22年）。
校章
中央に校名の頭文字である「川」の文字を配している。
校歌
作詞は小嶋政一郎、作曲は海老原吉之による。歌詞は2番まであり、両番の歌詞中に校名の「川島」が登場する。
通学区域
延岡市のうち「追内町、川島町、須佐町、鹿小路、白石町」地区。中学校区は延岡市立東海中学校。

## 沿革
初代・川島小学校
- 1874年（明治7年） - 旧庄屋宅を校舎とし、「川島小学校」と称する。
- 1882年（明治15年）4月 - 東海小学校[2]を統合し、東海分教場とする。
- 1886年（明治19年）4月 - 小学校令施行により、簡易科（3年制）を設置の上、「簡易川島小学校」に改称。
- 1887年（明治20年）4月 - 東海分教場が分離の上、簡易東海小学校[2]として独立。
- 1889年（明治22年）5月1日 - 町村制施行により、東臼杵郡1町（大武）4村（粟野名・稲葉崎・祝子・川島）が合併の上、「東海村」が発足。
- 1890年（明治23年）- 尋常科（4年制）を設置の上、「尋常川島小学校」に改称。
- 1892年（明治25年）- 「川島尋常小学校」に改称。
- 1897年（明治30年）- 差木野分教場を設置。
- 1900年（明治33年）5月 - 差木野分教場を栗野名尋常小学校に移管。
- 1908年（明治41年）4月 - 改正小学校令により、尋常科（義務教育年限）が4年制から6年制に改められる。尋常科5年を新設。
- 1909年（明治42年）4月 - 尋常科6年を新設。
- 1933年（昭和8年）4月 - 統合により、「東海尋常高等小学校 川島分校」となる。
- 1936年（昭和11年）
  - この年 - 閉校。
  - 10月25日 - 東海村が延岡市に編入される。

二代目・川島小学校
- 1938年（昭和13年）4月1日 - 「川島尋常小学校」が再設置される。
- 1941年（昭和16年）4月1日 - 国民学校令施行により、「延岡市川島国民学校」に改称。尋常科を初等科に改める。
- 1947年（昭和22年）4月1日 - 学制改革（六・三制の実施）により、国民学校の初等科は、新制小学校「延岡市立川島小学校」（現校名）に改組・改称される。

## 交通
最寄りの鉄道駅
- JR九州 日豊本線 「北延岡駅」

最寄りのバス停留所
- 宮崎交通バス 「川島小学校前」

最寄りの幹線道路
- 国道368号

## 周辺
- 認定こども園カナリア
- 北川

## 参考資料
- 「延岡市史 下巻」（1983年（昭和58年）2月11日発行, 延岡市）p.133～p.138